# Bao vây Malta (Thế chiến II)
Bao vây Malta là một chiến dịch quân sự tại Mặt trận Địa Trung Hải thuộc Chiến tranh thế giới lần hai. Trong khoảng thời gian 1940–42, chiến trường giành quyền kiểm soát hòn đảo chiến lược Malta là mặt trận giữa một bên là Hải lực và Không lực Ý và Đức đối đầu với bên còn lại là Không lực Hoàng gia Anh và Hải quân Hoàng gia Anh.
Vào giữa năm 1940, khi một mặt trận mới được mở ra ở Bắc Phi đã làm tăng giá trị đáng kể của Malta. Do vị trí nằm giữa Địa Trung Hải, từ hòn đảo này Hải và Không quan Anh có thể dễ dàng tấn công tàu tiếp tế nhu yếu phẩm và viện binh của phe phe Trục xuất phát từ châu Âu đến Bắc Phi. Về phía Đức, Tổng chỉ huy lực lượng phe Trục ở Bắc Phi, Tướng Erwin Rommel ngay lập tức đã nhận ra tầm quan trọng sống còn của hòn đảo này đối với quân đội của ông. Tháng 5 năm 1941, ông cảnh báo rằng "không kiểm soát được Malta đồng nghĩa với sớm hay muộn phe Trục sẽ để mất Bắc Phi".
Phe Trục quyết tâm đánh phá hoặc làm Malta kiệt quệ đến mức độ phải rời bỏ hòn đảo, bằng việc tấn công các bến cảng, thị trấn và tàu hàng Đồng Minh đến tiếp tế. Malta trở thành một trong những khu vực bị bỏ bom dày đặc trong chiến tranh thế giới lần hai. Không quân Đức Luftwaffe và Regia Aeronautica (Không quân Hoàng gia Ý) đã xuất kích tổng cộng 3,000 chuyến bay oanh kích trong khoảng thời gian hai năm nhầm phá hủy các công trình phòng thủ và cảng của Không quân Hoàng gia. Thành công trong việc ném bom sẽ tạo điều kiện cho một cuộc đổ bộ của lực lượng liên hợp Đức-Ý (Chiến dịch Herkules) được hỗ trợ bởi lực lượng nhảy dù (Fallschirmjäger). Tuy nhiên trên thực tế, chiến dịch đổ bộ chưa từng được thực hiện. Trong khi bị bao vây, tàu hàng Đồng Minh vẫn có thể tiếp tế và tăng viện cho Malta, trong Không quân Hoàng gia vẫn đảm bảo được việc phòng thủ không phận, mặc dù chịu tổn thất lớn về người và của.
Đến tháng 11 năm 1942, phe Trục đã bị đánh bại tại trận El Alamein lần thứ hai và quân Đồng Minh đã đổ bộ lên Morocco thuộc Pháp Vinchy và Algérie bằng chiến dịch Bó đuốc. Phe Trục buộc phải chuyển lực lượng của họ tới Trận Tunisia, dẫn đến việc các cuộc tấn công vào Malta đã giảm một cách nhanh chóng. Kết quả là cuộc vây hãm kết thúc vào tháng 11 năm 1942. 
Tháng 12 năm 1942, lực lượng hải và không quân tại Malta chuyển sang thế phản công. Đến tháng 5 năm 1943, họ đã đánh chìm 230 tàu của phe Trục trong 164 ngày, đây là tỉ lệ đánh chìm tàu nhanh nhất của quân Đồng Minh trong chiến tranh. Chiến thắng tại Malta của quân Đồng Mình góp một phần quan trọng trong thành công của họ ở mặt trận Bắc Phi.

## Bối cảnh

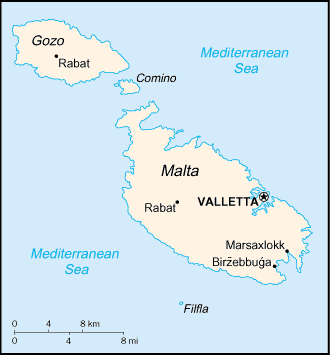
Bản đồ Malta

Malta là một pháo đài hải quân và lục quân, và là căn cứ duy nhất của Đồng Minh giữa Gibraltar và Alexandria, Ai Cập. Trong thời bình, đây là trạm dừng chân trên con đường giao thương của người Anh đến Ai Cập qua kênh Suez tới Ấn Độ và vùng Viễn Đông. Khi tuyến hài hải này bị đóng lại, Malta đóng vai trò lài căn cứ tiền phương cho các hoạt động tấn công các mục tiêu tàu hàng và trên đất liền của phe Trục ở khu vực trung tâm Địa Trung Hải. Do vị trí nằm gần Ý, khiến cho tổng hành dinh của Hạm đội Địa Trung Hải Hải quân Hoàng gia Anh bị phơi bày trước các cuộc tấn công của phe Trục, nên người Anh đã chuyển tổng hành dinh từ Valletta, Malta to đến Alexandria vào tháng 10 năm 1939.
Malta có kích thước 27 km × 14 km (17 mi × 9 mi) với diện tích ngay dưới 250 km2 (97 dặm vuông Anh). Dân số tại đây vào khoảng 250,000 người tại thời điểm tháng 6 năm 1940, nhưng chỉ có ba hoặc bốn phần trăm là người Malta bản địa. Theo thống kê dân số năm 1937, phần lớn cư dân sống chủ yếu ở 6,4 kilômét (4 mi) Grand Harbour, nơi mà mật độ dân số gấp sáu lần mật độ trung bình của đảo. Trong đó đông đúc nhất là Valletta, thủ đô  và là trung tâm chính trị, quân sự, thương mại, nơi có 23.000 người sống 0,65 km2 (0,25 dặm vuông Anh). Qua Grand Harbour, trong Three Cities, nơi có các bến tàu và trụ sở Hải quân, 28.000 người đã được chất vào 1,3 km2 (0,50 dặm vuông Anh). Đó là những khu vực nhỏ bị không quân oanh tạc nặng nề, bền vững và tập trung nhất trong lịch sử. 